# برای تمام بشریت (مجموعه تلویزیونی)
برای تمام بشریت (به انگلیسی: For All Mankind) یک مجموعه تلویزیونی درام و علمی-تخیلی آمریکایی به کارگردانی و نویسندگی رونالد مور، مت ولپرت و بن ندیوی است که برای اپل تی‌وی پلاس تولید شده است. این سریال، تاریخی جایگزین را به تصویر می‌کشد که در آن رقابت فضایی هرگز پایان نمی‌یابد. در این سریال، ابتدا اتحاد جماهیر شوروی سوسیالیستی در فرود خدمه بر ماه موفق می‌شود و سپس ایالات متحده آمریکا. این سریال، اولین بار در ۱ نوامبر ۲۰۱۹ پخش شد و در اکتبر ۲۰۱۹ توسط اپل تی‌وی پلاس برای فصل دوم تمدید شد. فصل دوم سریال، در ۱۹ فوریه ۲۰۲۱ پخش شد و مورد تحسین منتقدان قرار گرفت و نامزد جایزه TCA برای دستاورد برجسته درام شد. در دسامبر ۲۰۲۰، قبل از پخش فصل دوم، این سریال برای فصل سوم تمدید، و از ۱۰ ژوئن ۲۰۲۲ پخش شد.

## خلاصه داستان
در یک تاریخ جایگزین، در سال ۱۹۶۹، الکسی لئونوف فضانورد شوروی اولین انسانی است که بر روی ماه آمده. این اتفاق، باعث تخریب روحیه آمریکایی‌ها و ناسا می‌شود، اما تلاش آن‌ها برای رسیدن به ماه را بیشتر می‌کند. با تأکید اتحاد جماهیر شوروی بر حضور یک زن در فرودهای بعدی، ایالات متحده هم مجبور می‌شود برای عقب نماندن در این رقابت فضایی، زنان خلبانی را آموزش دهد که تعدادی از آن‌ها در سال‌های قبل، از برنامه‌های فضایی اولیه ایالات متحده کنار گذاشته شده بودند. در ادامه داستان، ایالات متحده و شوروی، هرکدام پایگاهی دائمی بر روی ماه می‌سازند و فضانوردان در آن‌ها مستقر می‌شوند. در طول داستان، اتفاقات تلخ و هیجان انگیز زیادی برای فضانوردان و خانواده‌هایشان رخ می‌دهد. ماجرای فصل اول در دهه ۱۹۷۰، فصل دوم در دهه ۱۹۸۰ و فصل سوم در دهه ۱۹۹۰ اتفاق می‌افتد.
در واقعیت، سرگئی کارالیوف پدر برنامه فضایی شوروی بود. او در ۱۹۶۶ میلادی، در جریان یک عملیات در مسکو درگذشت و پس از آن، برنامه فرود بر ماه شوروی هرگز انجام نشد. یکی از تفاوت‌های ماجرای این سریال با واقعیت این است در این سریال، یک فضانورد روس (الکسی لئونوف) بر روی ماه فرود می‌آید.
در داستان این سریال، چند شخصیت تاریخی از جمله نیل آرمسترانگ، باز آلدرین، و مایکل کالینز (فضانوردان آپولو ۱۱)، دیک اسلایتون (فضانورد مرکوری هفت)، ورنر فون براون (دانشمند آلمانی-آمریکایی)، تد کندی (سناتور آمریکایی)، ریچارد نیکسون، رونالد ریگان و بیل کلینتون (سه رئیس‌جمهور ایالات متحده آمریکا)، توماس پین (مدیر سابق ناسا) و جین کرانز (مدیر پرواز ناسا) حضور دارند.

## بازیگران و شخصیت‌ها

### اصلی
- جول کینامان به عنوان ادوارد " اد " بالدوین، یکی از فضانوردان برتر ناسا، بر اساس اپولو ۱۰ فرمانده توماس پی استافورد.[۸]
- مایکل دورمن به عنوان گوردون «گوردو» استیونس (فصل ۱–۲), یک فضانورد و بهترین دوست اد، بر اساس آپولو ۱۰ خلبان ماژول قمری یوجین سرنان.[۸]
- سارا جونز به عنوان تریسی استیونز (فصل ۱–۲) همسر گوردو که بعداً به عنوان یکی از "زنان نیکسون"نیز فضانورد می‌شود.
- شانتل ونسانتن به عنوان کارن بالدوین (فصل ۱–۳), همسر اد که بعدها صاحب "میخانه پاسگاه", یک نوار معمولاً توسط فضانوردان ناسا بازدید.
- جودی بالفور الن ویلسون (نر ویورلی) فضانورد و عضو "زنان نیکسون" است که بعداً تبدیل می‌شود مدیر ناسا سناتور و رئیس‌جمهور ایالات متحده در انتخابات ریاست جمهوری سال ۱۹۹۲.
- رن اشمیت به عنوان مارگو مدیسون، یک مهندس ناسا که توسط مربی شد ورنر فون براون، بر اساس فرانسیس نورثکات.[۸]
- سونیا والگر به عنوان مولی کاب (فصل ۲–۳; در محدوده زمانی معین فصل ۱), یک فضانورد و عضو «زنان نیکسون»، بر اساس جری کاب.
- کریس مارشال به عنوان دانیل پول (فصل ۲–تاکنون؛ در محدوده زمانی معین فصل ۱)، یک فضانورد و عضو «زنان نیکسون».
- سینتی وو در نقش کلی بالدوین (نر هان نگوین قبل از فرزندخواندگی) (فصل ۲–تاکنون) دانشمند و دختر خوانده اد و کارن.
- کیسی دبلیو جانسون در نقش دنی استیونز (فصل ۲–تاکنون) یک فضانورد و پسر گوردو و تریسی.
  - جیسون دیوید و میسون تیمز در نقش دنی استیونس جوان (فصل ۱ مکرر)
- کورال پنیا به عنوان علیدا روزالس (فصل ۲–تاکنون)، یک مهاجر مستند نشده است که توسط فضا مجذوب و بعد می‌شود توسط مارگو مربی.
  - اولیویا تروخیلو در نقش علیدا روزالس جوان (فصل ۱ مکرر)
- ادی گاتگی به عنوان دِو ایسا (فصل ۳–تاکنون)، بنیانگذار «هلیوس هوافضا»، یک شرکت فضایی خصوصی با هدف رسیدن به مریخ قبل از ناسا و اتحاد جماهیر شوروی.

سونیا والگر، کریس مارشال، سینتی وو، کیسی دبلیو جانسون و کورال پنیا هم به بازیگران اصلی فصل دوم پیوستند، در حالی که ادی گاتگی در فصل سوم به بازیگران اصلی پیوستند.